# Festival RTP da Canção 1997
O XXXIII Festival RTP da Canção 1997 foi o trigésimo terceiro Festival RTP da Canção, a final teve lugar no dia 7 de Março de 1997 no Coliseu dos Recreios, em Lisboa e com as semifinais a terem lugar nos estúdios do Lumiar.
Cristina Caras Lindas e António Sala foram os apresentadores da final do festival, enquanto que Isabel Angelino apresentou as semifinais no programa "Há Horas Felizes".

## Festival
Em 1997 a RTP quis voltar aos sistema das semifinais, abrindo concurso público para a aceitação de originais, a fim de selecionar 15 canções de onde sairiam cinco para a grande final.
A RTP recebeu 224 propostas. O júri de seleção, composto pelos jornalistas Jaime Fernandes e Nuno Infante do Carmo, assim como por Simone de Oliveira (cantora) e Fernanda Ferreira (presidente do júri e representante da RTP) escolheu os 15 temas que competiram em cinco semifinais inseridas no programa "Há Horas Felizes" que teve apresentação de Isabel Angelino.
Em cada uma destas semifinais foram apresentadas três canções que ficavam à votação do público  Este programa era emitido aos sábados a partir das 18.45h.  A votação abria após o fecho de cada emissão, cerca das 20h e prolongava-se durante quatro horas. O tema mais votado pelos telespetadores transitava para a final do Coliseu dos Recreios de Lisboa.
A juntar às cinco canções apuradas nas semifinais estavam mais três temas que foram fruto de convites, por parte da RTP, aos três compositores, cujos temas ficaram melhor posicionados no Festival RTP da Canção 1996. Assim, face à não aceitação de Pedro Osório (1º classificado em 1996) para concorrer, foram convidados João Mota Oliveira, Thilo Krasmann e José Cid. 
A final do Festival da Canção 1997 decorreu no Coliseu dos Recreios de Lisboa, no dia 7 de março e teve apresentação de Cristina Caras Lindas e de António Sala.
A disputar a vitória estiveram os Oriundi, Raquel Alão, Cristina Almeida, Telmo Miranda, Os meninos da sacristia, Sónia Mendes, Célia Lawson e Susana Pinto, num cenário concebido por Moniz Ribeiro. A produção esteve a cargo de Manuel Rosa Pinheiro, cabendo a realização a Jorge Rodrigues, assistido por Filipa Lucena. 
Raquel Alão foi distinguida com o Prémio de Interpretação pela defesa do tema "Quando eu te beijo".
Os 22 júris distritais e o televoto que funcionou como o 23º júri escolheram a canção "Antes do adeus"", com poema de Rosa Lobato de Faria, música de Thilo Krasmann e interpretação de Célia Lawson como a nossa representante no Festival Eurovisão da Canção 1997.
A segunda parte da final do Festival da Canção foi preenchida com o espetáculo concebido por Filipe La Féria que se intitulou Porque é que nunca ganhámos a Eurovisão? com Carlos Paulo, Maria Vieira, Miguel Dias, António Calvário, Filipa Batista, Hugo Franco, Paula Valério, Michael Figueiredo, Lúcia Moniz, Helena Isabel, Cidália Moreira, Bruno Nicolau, Paula Sá, Ricardo Afonso, Carla Moreno, Pedro Fernandes, Simone de Oliveira, Hugo Rendas, Tonicha e Alexandra.

### 1ª semifinal
| #  | Artista          | Canção             | Música (m) / Letra (l)                          |
| -- | ---------------- | ------------------ | ----------------------------------------------- |
| 1º | Carlos Coincas   | "Canto de esperar" | Jan van Dijck (m), Fernando Paulo Gonçalves (l) |
| 2º | Oriundi          | "Nosso canto chão" | Jan van Dijck (m), Nuno Gomes dos Santos (l)    |
| 3º | Paulo João Sousa | "Não vou chorar"   | Paulo Martins de Sousa (m & l)                  |

### 2ª semifinal
| #  | Artista     | Canção                       | Música (m) / Letra (l)                      |
| -- | ----------- | ---------------------------- | ------------------------------------------- |
| 1º | Carla Pires | "Gaivotas de um mar revolto" | José Manuel Coelho (m & l)                  |
| 2º | Vanda       | "África"                     | Pedro Miguel Luz Mascarenhas (m & l)        |
| 3º | Raquel Alão | "Quando eu te beijo"         | João Oliveira (m), José Miguel Oliveira (l) |

### 3ª semifinal
| #  | Artista          | Canção                  | Música (m) / Letra (l)                                              |
| -- | ---------------- | ----------------------- | ------------------------------------------------------------------- |
| 1º | Cristina Almeida | "Senhora da saia verde" | Carlos Canelhas (m), Maria Amália Ortiz da Fonseca (l)              |
| 2º | Paulo Caetano    | "Sons de festa"         | António Alves dos Santos (m), Daniel Marques Ferreira (l)           |
| 3º | Água Mole        | "Pedra dura"            | Paulo Alexandre Pereira Matias (m), Rui Eduardo Rodrigues Rocha (l) |

### 4ª semifinal
| #  | Artista                     | Canção               | Música (m) / Letra (l)                                                |
| -- | --------------------------- | -------------------- | --------------------------------------------------------------------- |
| 1º | Paula Cardoso & Carlos Ançã | "Sonhos de verão"    | Justin Albert Tahina (m), Eduardo Godolfim e Justin Albert Tahina (l) |
| 2º | Telmo Miranda               | "Madrigal de Lianor" | José Manuel Coelho (m & l)                                            |
| 3º | Carlos Alberto Vidal        | "Menino de rua"      | Carlos Alberto Vidal e José Marinho (m), Carlos Alberto Vidal (l)     |

### 5ª semifinal
| #  | Artista            | Canção                  | Música (m) / Letra (l)                                          |
| -- | ------------------ | ----------------------- | --------------------------------------------------------------- |
| 1º | Susana Pinto       | "Rosa dos ventos"       | Simon Wadsworth (m), Fernando Soares e Ramiro Paulo Martins (l) |
| 2º | Filipa Lourenço    | "Quadro sonhador"       | Rui Filipe (m), Rui Filipe e Filipa Lourenço (l)                |
| 3º | Ema e Isabel Viana | "Corrente da terra mãe" | José Manuel Afonso (m), Isabel Viana (l)                        |

### Final
| #  | Artista                 | Canção                  | Música (m) / Letra (l)                                          | Pontuação | Classificação |
| -- | ----------------------- | ----------------------- | --------------------------------------------------------------- | --------- | ------------- |
| 1º | Oriundi                 | "Nosso canto chão"      | Jan Van Dijck (m), Nuno Gomes dos Santos (l)                    | 65        | 8º            |
| 2º | Raquel Alão             | "Quando eu te beijo"    | João Oliveira (m), José Miguel Oliveira (l)                     | 115       | 3º            |
| 3º | Cristina Almeida        | "Senhora da saia verde" | Carlos Canelhas (m), Maria Amália Ortiz da Fonseca (l)          | 104       | 5º            |
| 4º | Telmo Miranda           | "Madrigal de Lianor"    | José Manuel Coelho (m & l)                                      | 111       | 4º            |
| 5º | Os meninos da sacristia | "Canção urgente"        | José Cid (m & l)                                                | 102       | 6º            |
| 6º | Sónia Mendes            | "Da primeira vez"       | João Mota Oliveira (m), Nuno Gomes dos Santos (l)               | 116       | 2º            |
| 7º | Célia Lawson            | "Antes do adeus"        | Thilo Krasmann (m), Rosa Lobato de Faria (l)                    | 127       | 1º            |
| 8º | Susana Pinto            | "Rosa dos ventos"       | Simon Wadsworth (m), Fernando Soares e Ramiro Paulo Martins (l) | 79        | 7º            |